# Julia Allison
Julia Allison Baugher (Wilmette, 1981) es una excolumnista y personalidad televisiva y en línea estadounidense bajo el nombre de Julia Allison. Ha sido descrita como una de las primeras influencers.

## Primeros años y educación
Baugher creció en Wilmette, Illinois; su padre, Peter Baugher, es abogado. Obtuvo una licenciatura en ciencias políticas de la Universidad de Georgetown en 2004.

## Carrera
Mientras estaba en la universidad, Baugher trabajó para Mark Kirk, entonces miembro de la Cámara de Representantes de los Estados Unidos por Illinois, y posteriormente cubrió las elecciones presidenciales de 2004 para Comcast.
Baugher comenzó su carrera como escritora en 2002 con una columna de citas en el periódico estudiantil de la Universidad de Georgetown, llamada «Sex on the Hilltop» en honor al programa de televisión Sex and the City. La columna atrajo la atención nacional y publicó artículos en revistas como Seventeen y Cosmopolitan. Después de graduarse, se mudó a Nueva York, donde se convirtió en columnista semanal del periódico gratuito AM New York y audicionó y apareció en pilotos de reality shows de televisión.
Después de cambiar su nombre a Julia Allison, en 2005 comenzó un blog donde publicaba detalles de su vida diaria y sus citas, así como fotografías de su vestimenta. Se promocionó con enlaces a su blog en comentarios sobre historias de Gawker y en su línea de información, y en 2006 asistió a una fiesta de Halloween organizada por su fundador y editor Nick Denton como un «hada de los condones», con un vestido hecho con paquetes de condones. En respuesta, Gawker publicó un artículo muy crítico sobre ella. Allison pidió que lo quitaran, pero luego respondió con una foto de su trasero en su blog con la leyenda «Querido Gawker, bésame el trasero». Ella y Gawker continuaron intercambiando «púas»; un editor de Gawker la describió más tarde como «nuestra Paris Hilton». Fue una de las primeras en adoptar Tumblr en 2007, que utilizó para lo que llamó «lifecasting», y asistía habitualmente a eventos en persona en Internet; estuvo en el «comité de graduación» del Webutante Ball inaugural en 2010. En 2007 se convirtió en columnista de citas de Time Out New York. También escribió para Elle y fue columnista de tecnología para Tribune Media Services. Su fama la llevó a aparecer en un perfil en The New York Times y a aparecer en la portada de Wired, ambos en 2008, además de apariciones en cadenas de televisión.
Allison diseñó cuidadosamente su identidad en línea, incluidas fotografías escenificadas destinadas a parecer improvisadas, y la monetizó de una manera que ahora se llama ser una influencer. Formó una empresa llamada Non Society y propuso la idea de un espacio de vida colaborativo para productores de contenido de redes sociales, ahora llamado casa de colaboración; Bravo filmó el piloto de un programa de telerrealidad proyectado, IT Girls. Consiguió acuerdos de patrocinio corporativo y coprotagonizó el anuncio de la computadora portátil Sony Vaio, habló en conferencias de negocios y asistió a la reunión anual del Foro Económico Mundial y a la Cena de Corresponsales de la Casa Blanca. En 2010, se mudó a Los Ángeles, donde coprotagonizó Miss Advised, un reality show que duró una temporada en Bravo.
A lo largo de su carrera en línea, Allison atrajo cobertura negativa que la condenaba como buscadora de publicidad. En 2011, comenzó a enviar solicitudes legales para que se eliminara parte de dicha cobertura. En 2012, se retiró, borró o hizo privadas la mayoría de sus publicaciones en las redes sociales. En 2018, dijo que se mudó a San Francisco, trabajó en un libro llamado Experiments in Happiness y se convirtió en «activista por el cambio». A 2023, planea obtener una maestría en la Escuela de Gobierno Kennedy de la Universidad de Harvard.

## Vida personal
Allison anteriormente escribió extensamente sobre con quién estaba saliendo, incluido el congresista Harold Ford Jr. cuando era estudiante universitaria. En 2010, salió con Jack McCain, hijo del senador John McCain. En 2023, se comprometió con Noah Feldman, profesor de derecho en Harvard.